# Paul Simon (Amerikaans politicus)

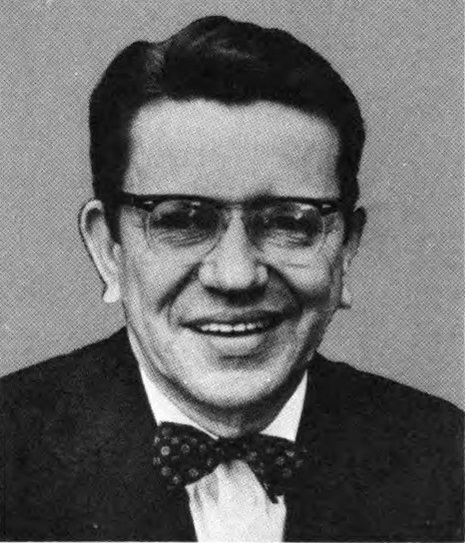
Paul Simon

Paul Martin Simon  (Eugene (Oregon), 29 november 1928 – Springfield (Illinois), 9 december 2003) was een Amerikaans politicus uit Illinois. Hij diende in het Huis van Afgevaardigden van 1975 tot 1985 en in de Amerikaanse Senaat van 1985 tot 1997. Hij probeerde in 1988 zonder succes de nominatie voor het presidentschap van de Democratische Partij te verkrijgen.
- Bibliothèque nationale de France: cb12464191r (data)
- Gemeinsame Normdatei: 123330831
- International Standard Name Identifier: 0000 0001 0897 1651
- Library of Congress Control Number: n50023670
- Nationale Bibliotheek van Letland: 000004660
- National Archives and Records Administration: 10581437
- Nationale bibliotheek van Australië: 49288244
- Nationale Bibliotheek van Israël: 987007322346705171
- Nederlandse Thesaurus van Auteursnamen: 06959967X
- SNAC: w6df6wc0
- Système universitaire de documentation: 033823200
- Trove: 1494653
- Biographical Directory of the United States Congress: S000423
- Virtual International Authority File: 47666422
- WorldCat: E39PBJmdwJd4vwb7YHJxrhbGHC